# Pallamano Trieste 2025-2026
Questa pagina raccoglie i dati riguardanti la Pallamano Trieste nelle competizioni ufficiali della stagione 2025-2026.

## Mercato

### Sessione estiva
| Acquisti | Acquisti          | Acquisti         | Acquisti      | Acquisti |
| R.a      | Nome              | da               | Modalità      |          |
| -------- | ----------------- | ---------------- | ------------- | -------- |
| TS       | Clément Esparon   | Sarrebourg       | definitivo    |          |
| C        | Jaume Pujol       | Barcellona B     | definitivo    |          |
| TD       | Richard Lindström | Hammarby         | definitivo    |          |
| TS       | Fernando Bono     | Villa Ballester  | definitivo    |          |
| TS       | Samuele Antonutti | Campus Italia    | definitivo    |          |
| AD       | Juan Pauloni      | Albatro Siracusa | definitivo    |          |
| AD       | Pietro Lo Duca    | Campus Italia    | fine prestito |          |

| Cessioni | Cessioni        | Cessioni        | Cessioni       | Cessioni |
| R.       | Nome            | a               | Modalità       |          |
| -------- | --------------- | --------------- | -------------- | -------- |
| AD       | Germán Alberino | Svincolato      | fine contratto |          |
| TS       | Joël Huesmann   | Svincolato      | fine contratto |          |
| C        | Raúl Jover      | Secchia Rubiera | definitivo     |          |
| TS       | Daniel Nait     | Svincolato      | fine contratto |          |

## Rosa
| N° | Naz.                 | Ruolo | Sportivo          | Anno |  |  |
| -- | -------------------- | ----- | ----------------- | ---- |  |  |
| 1  | Argentina (bandiera) | P     | Facundo García    | 1988 |  |  |
| 4  | Argentina (bandiera) | T     | Fernando Bono     | 1992 |  |  |
| 5  | Italia (bandiera)    | T     | Lorenzo Ganz      | 2006 |  |  |
| 6  | Italia (bandiera)    | PV    | Pietro Del Frari  | 2004 |  |  |
| 7  | Italia (bandiera)    | A     | Gabriel Mazzarol  | 2001 |  |  |
| 8  | Italia (bandiera)    | T     | Samuele Antonutti | 2006 |  |  |
| 9  | Italia (bandiera)    | PV    | Alex Pernic       | 1992 |  |  |
| 10 | Italia (bandiera)    | A     | Federico Urbaz    | 2004 |  |  |
| 11 | Spagna (bandiera)    | T     | Jaume Pujol       | 1998 |  |  |
| 14 | Italia (bandiera)    | A     | Davide Parisato   | 2001 |  |  |
| 15 | Italia (bandiera)    | A     | Pietro Lo Duca    | 2007 |  |  |
| 16 | Italia (bandiera)    | P     | Thomas Postogna   | 1993 |  |  |
| 17 | Italia (bandiera)    | PV    | Leo Andreotta     | 2004 |  |  |
| 18 | Argentina (bandiera) | A     | Juan Pauloni      | 2000 |  |  |
| 19 | Svezia (bandiera)    | T     | Richard Lindström | 1996 |  |  |
| 21 | Italia (bandiera)    | P     | Orfeo Giorgi      | 2006 |  |  |
| 22 | Argentina (bandiera) | T     | Federico Vanoli   | 1995 |  |  |
| 25 | Italia (bandiera)    | A     | Riccardo Scorzato | 2006 |  |  |
| 33 | Italia (bandiera)    | T     | Luca Sandrin      | 1999 |  |  |
| 97 | Francia (bandiera)   | T     | Clément Esparon   | 2002 |  |  |

## Risultati

### Girone d'andata
| Trieste 6 settembre 2025 | Trieste | – | Junior Fasano |  |

| Bolzano 13 settembre 2025 | Bozen | – | Trieste |  |

| Trieste 20 settembre 2025 | Trieste | – | Cologne |  |

| Sassari 27 settembre 2025 | Sassari | – | Trieste |  |

| Trieste 11 ottobre 2025 | Trieste | – | Brixen |  |

| Conversano 18 ottobre 2025 | Conversano | – | Trieste |  |

| Trieste 25 ottobre 2025 | Trieste | – | Chiaravalle |  |

| Lavis 8 novembre 2025 | Pressano | – | Trieste |  |

| Trieste 15 novembre 2025 | Trieste | – | Albatro Siracusa |  |

| Appiano sulla strada del vino 19 novembre 2025 | Eppan | – | Trieste |  |

| Cassano Magnago 22 novembre 2025 | Cassano Magnago | – | Trieste |  |

| Trieste 29 novembre 2025 | Trieste | – | Black Devils |  |

| Cingoli 6 dicembre 2025 | Cingoli | – | Trieste |  |

### Girone di ritorno
| Fasano 13 dicembre 2025 | Junior Fasano | – | Trieste |  |

| Trieste 20 dicembre 2025 | Trieste | – | Bozen |  |

| Cologne 7 febbraio 2026 | Cologne | – | Trieste |  |

| Trieste 14 febbraio 2026 | Trieste | – | Sassari |  |

| Bressanone 21 febbraio 2026 | Brixen | – | Trieste |  |

| Trieste 7 marzo 2026 | Trieste | – | Conversano |  |

| Chiaravalle 14 marzo 2026 | Chiaravalle | – | Trieste |  |

| Trieste 28 marzo 2026 | Trieste | – | Pressano |  |

| Siracusa 4 aprile 2026 | Albatro Siracusa | – | Trieste |  |

| Trieste 8 aprile 2026 | Trieste | – | Eppan |  |

| Trieste 11 aprile 2026 | Trieste | – | Cassano Magnago |  |

| Merano 18 aprile 2026 | Black Devils | – | Trieste |  |

| Trieste 25 aprile 2026 | Trieste | – | Cingoli |  |

## Statistiche

### Squadra

#### Andamento in campionato
| Luogo     | C | T | C | T | C | T | C | T | C | T | T | C | T | T | C | T | C | T | C | T | C | T | C | C | T | C |
| Risultato |   |   |   |   |   |   |   |   |   |   |   |   |   |   |   |   |   |   |   |   |   |   |   |   |   |   |
| Posizione |   |   |   |   |   |   |   |   |   |   |   |   |   |   |   |   |   |   |   |   |   |   |   |   |   |   |

#### Riepilogo
| Competizione | Punti | In casa | In casa | In casa | In casa | In casa | In casa | In trasferta | In trasferta | In trasferta | In trasferta | In trasferta | In trasferta | Totale | Totale | Totale | Totale | Totale | Totale | D.R. |
| Competizione | Punti | G       | V       | N       | P       | Gf      | Gs      | G            | V            | N            | P            | Gf           | Gs           | G      | V      | N      | P      | Gf     | Gs     | D.R. |
| ------------ | ----- | ------- | ------- | ------- | ------- | ------- | ------- | ------------ | ------------ | ------------ | ------------ | ------------ | ------------ | ------ | ------ | ------ | ------ | ------ | ------ | ---- |
| Serie A Gold | 0     | 0       | 0       | 0       | 0       | 0       | 0       | 0            | 0            | 0            | 0            | 0            | 0            | 0      | 0      | 0      | 0      | 0      | 0      | +0   |
| Totale       | 0     | 0       | 0       | 0       | 0       | 0       | 0       | 0            | 0            | 0            | 0            | 0            | 0            | 0      | 0      | 0      | 0      | 0      | 0      | +0   |

### Individuali

#### Presenze e reti
| N. | Giocatore | Presenze | Reti |
| -- | --------- | -------- | ---- |